# Snowboard-Juniorenweltmeisterschaften 2014
Die 18. FIS-Snowboard-Juniorenweltmeisterschaften fanden vom 24. März bis 3. April 2014 in Valmalenco, Italien statt. Ausgetragen werden Wettkämpfe im Parallelslalom (PSL), Parallel-Riesenslalom (PGS), Snowboardcross (SBX), Slopestyle (SBS), Halfpipe (HP) und Snowboardcross Team (BXT).
Valmalenco war zuvor bereits zwei Mal Austragungsort der Snowboard-Juniorenweltmeisterschaften gewesen.

## Ergebnisse Frauen

### Parallelslalom
| Platz | Land        | Sportlerin         | Punkte |
| ----- | ----------- | ------------------ | ------ |
| 1     | Russland    | Natalja Sobolewa   | 360,00 |
| 2     | Niederlande | Michelle Dekker    | 288,00 |
| 3     | Deutschland | Cheyenne Loch      | 216,00 |
| 4     | Frankreich  | Emilie Aurange     | 180,00 |
| 5     | Russland    | Waleria Ptuchina   | 162,00 |
| 6     | Russland    | Polina Smolentsova | 144,00 |
| 7     | Deutschland | Ramona Hofmeister  | 129,60 |
| 8     | Schweiz     | Larissa Gasser     | 115,20 |

Datum: 25. März 2014

### Parallel-Riesenslalom
| Platz | Land        | Sportlerin           | Punkte |
| ----- | ----------- | -------------------- | ------ |
| 1     | Russland    | Natalja Sobolewa     | 360,00 |
| 2     | Frankreich  | Emilie Aurange       | 288,00 |
| 3     | Deutschland | Cheyenne Loch        | 216,00 |
| 4     | Russland    | Jelisaweta Salichowa | 180,00 |
| 5     | Italien     | Elisa Profanter      | 162,00 |
| 6     | Russland    | Waleria Ptuchina     | 144,00 |
| 7     | Niederlande | Michelle Dekker      | 129,60 |
| 8     | Deutschland | Ramona Hofmeister    | 115,20 |

Datum: 24. März 2014

### Snowboardcross
| Platz | Land               | Sportlerin        | Punkte |
| ----- | ------------------ | ----------------- | ------ |
| 1     | Frankreich         | Charlotte Bankes  | 500,00 |
| 2     | Frankreich         | Elisa Rvel        | 400,00 |
| 3     | Frankreich         | Sarah Devouassoux | 300,00 |
| 4     | Vereinigte Staaten | Meghan Tierney    | 250,00 |
| 5     | Frankreich         | Chloé Trespeuch   | 225,00 |
| 6     | Italien            | Sofia Belingheri  | 200,00 |
| 7     | Russland           | Kristina Paul     | 180,00 |
| 8     | Kanada             | Zoe Bergermann    | 160,00 |

Datum: 2. April 2014

### Snowboardcross Team
| Platz | Land       | Sportlerin                          |
| ----- | ---------- | ----------------------------------- |
| 1     | Frankreich | Charlotte Bankes Chloé Trespeuch    |
| 2     | Frankreich | Juliette Leferve Emma Bernard       |
| 3     | Italien    | Sofia Belingheri Francesca Gallina  |
| 4     | Österreich | Christine Holzer Katharina Neussner |
| 5     | Frankreich | Sarah Devouassoux Elisa Ravel       |
| 6     | Schweiz    | Alexandra Hasler Stefanie Rieder    |

Datum: 3. April 2014

### Halfpipe
| Platz | Land               | Sportlerin       | Punkte |
| ----- | ------------------ | ---------------- | ------ |
| 1     | Schweiz            | Verena Rohrer    | 360,00 |
| 2     | Vereinigte Staaten | Zoe Kalapos      | 288,00 |
| 3     | Australien         | Emily Arthur     | 216,00 |
| 4     | Vereinigte Staaten | Noelle Edwards   | 180,00 |
| 5     | Schweiz            | Lea Djukic       | 162,00 |
| 6     | Vereinigte Staaten | Maddie Mastro    | 144,00 |
| 7     | Frankreich         | Thalie Larochaix | 129,60 |
| 8     | Schweiz            | Ramona Petrig    | 115,20 |

Datum: 26. März 2014

### Slopestyle
| Platz | Land                   | Sportlerin        | Punkte |
| ----- | ---------------------- | ----------------- | ------ |
| 1     | Vereinigte Staaten     | Hailee Mattingley | 360,00 |
| 2     | Finnland               | Elli Pikkujämsä   | 288,00 |
| 3     | Vereinigtes Königreich | Katie Ormerod     | 216,00 |
| 4     | Finnland               | Henna Ikola       | 180,00 |
| 5     | Frankreich             | Chloé Sillières   | 162,00 |
| 6     | Vereinigte Staaten     | Haille Soderholm  | 144,00 |
| 7     | Belgien                | Loranne Smans     | 129,60 |
| 8     | Slowenien              | Kaja Verdnik      | 115,20 |

Datum: 30. März 2014

## Ergebnisse Männer

### Parallel-Slalom
| Platz | Land       | Sportler              | Punkte |
| ----- | ---------- | --------------------- | ------ |
| 1     | Russland   | Dmitri Taimulin       | 360,00 |
| 2     | Italien    | Maurizio Bormolini    | 288,00 |
| 3     | Russland   | Vladislav Shkurkhin   | 216,00 |
| 4     | Österreich | Fabian Obmann         | 180,00 |
| 5     | Südkorea   | Lee Sang-ho           | 162,00 |
| 6     | Schweiz    | Dario Caviezel        | 144,60 |
| 7     | Österreich | Aron Juritz           | 129,60 |
| 8     | Ukraine    | Roman Aleksandrovskyy | 115,20 |

Datum: 25. März 2014

### Parallel-Riesenslalom
| Platz | Land        | Sportler              | Punkte |
| ----- | ----------- | --------------------- | ------ |
| 1     | Russland    | Waleri Kolegow        | 360,00 |
| 2     | Südkorea    | Lee Sang-ho           | 288,00 |
| 3     | Russland    | Vladislav Shkurkhin   | 216,00 |
| 4     | Österreich  | Lukas Schneeberger    | 180,00 |
| 5     | Italien     | Maurizio Bormolini    | 162,00 |
| 6     | Schweiz     | Dario Caviezel        | 144,00 |
| 7     | Niederlande | Tomas Valk            | 129,60 |
| 8     | Ukraine     | Roman Aleksandrovskyy | 115,20 |

Datum: 24. März 2014

### Snowboardcross
| Platz | Land        | Sportler                | Punkte |
| ----- | ----------- | ----------------------- | ------ |
| 1     | Russland    | Daniil Dilman           | 400,00 |
| 2     | Spanien     | Lucas Eguibar           | 320,00 |
| 3     | Frankreich  | Ken Vuagnoux            | 240,00 |
| 4     | Russland    | Alexander Guzatschew    | 200,00 |
| 5     | Australien  | Jarryd Hughes           | 180,00 |
| 6     | Schweiz     | Jérôme Lymann           | 160,00 |
| 7     | Deutschland | Sebastian Pietrzykowski | 144,00 |
| 8     | Australien  | Matthew Thomas          | 128,00 |

Datum: 2. April 2014

### Snowboardcross Team
| Platz | Land       | Sportler                           |
| ----- | ---------- | ---------------------------------- |
| 1     | Australien | Jarryd Hughes Matthew Thomas       |
| 2     | Russland   | Alexander Guzatschew Daniil Dilman |
| 3     | Schweiz    | Nick Watter Jérôme Lymann          |
| 4     | Frankreich | Ken Vuagnoux Nathan Birren         |

Datum: 3. April 2014

### Halfpipe
| Platz | Land               | Sportler          | Punkte |
| ----- | ------------------ | ----------------- | ------ |
| 1     | Slowenien          | Tim-Kevin Ravnjak | 360,00 |
| 2     | Neuseeland         | Lyon Farrell      | 288,00 |
| 3     | Schweiz            | Michael Schärer   | 216,00 |
| 4     | Vereinigte Staaten | Toby Miller       | 180,00 |
| 5     | Vereinigte Staaten | Ryan Wachendorfer | 162,00 |
| 6     | Schweiz            | Yannick Hermann   | 144,00 |
| 7     | Slowenien          | Tit Stante        | 129,60 |
| 8     | Norwegen           | Petter Gron       | 115,00 |

Datum: 26. März 2014

### Slopestyle
| Platz | Land                   | Sportler             | Punkte |
| ----- | ---------------------- | -------------------- | ------ |
| 1     | Schweiz                | Michael Schärer      | 360,00 |
| 2     | Vereinigtes Königreich | Rowan Coultas        | 288,00 |
| 3     | Norwegen               | Stian Kleividal      | 216,00 |
| 4     | Neuseeland             | Lyon Farrell         | 180,00 |
| 5     | Norwegen               | Rene Rinnekangas     | 162,00 |
| 6     | Norwegen               | Haakon Eilertsen     | 144,00 |
| 7     | Neuseeland             | Carlos Garcia Knight | 129,60 |
| 8     | Schweden               | Ludvig Billtoft      | 115,20 |

Datum: 30. März 2014

## Medaillenspiegel
| Platz | Land                   | Gold | Silber | Bronze | Gesamt |
| ----- | ---------------------- | ---- | ------ | ------ | ------ |
| 1.    | Russland               | 5    | 1      | 2      | 8      |
| 2.    | Frankreich             | 2    | 3      | 2      | 7      |
| 3.    | Schweiz                | 2    | 0      | 2      | 4      |
| 4.    | Vereinigte Staaten     | 1    | 1      | 0      | 2      |
| 5.    | Australien             | 1    | 0      | 1      | 2      |
| 6.    | Slowenien              | 1    | 0      | 0      | 1      |
| 7.    | Vereinigtes Königreich | 0    | 1      | 1      | 2      |
| 7.    | Italien                | 0    | 1      | 1      | 2      |
| 9.    | Niederlande            | 0    | 1      | 0      | 1      |
| 9.    | Finnland               | 0    | 1      | 0      | 1      |
| 9.    | Südkorea               | 0    | 1      | 0      | 1      |
| 9.    | Spanien                | 0    | 1      | 0      | 1      |
| 9.    | Neuseeland             | 0    | 1      | 0      | 1      |
| 14.   | Deutschland            | 0    | 0      | 2      | 2      |
| 15.   | Norwegen               | 0    | 0      | 1      | 1      |
|       | Gesamt                 | 12   | 12     | 12     | 36     |